# Маланже (город)
Маланже (порт. Malanje) — город в Анголе, административный центр провинции Маланже.

## География
Маланже находится в северной части Анголы, примерно в 380 км к востоку от столицы страны, города Луанда, на высоте 1155 метров над уровнем моря. В 85 километрах от Маланже расположен водопад Каландула (высота падения воды — 105 метров), являющийся одной из главных достопримечательностей региона. Климат в окрестностях города мягкий; температура воздуха в течение года колеблется между 20 °C и 24 °C, ежегодно здесь выпадает около 900 мм осадков. Окрестности Маланже идеальны для выращивания различной сельскохозяйственной продукции — хлопка, кофе, фруктов, маиса.

## История
Город Маланже был основан португальскими переселенцами в XIX столетии. В 1885 году была построена железная дорога, связавшее Маланже с главным городом Анголы и океанским портом Луандой. В 1970 году португальцы открыли близ Маланже национальный парк Кангандала. Колонизаторы также построили в городе аэропорт, больницы, кинотеатры и прочее. После предоставления Анголе независимости в 1975 году и длившейся затем в течение десятилетий гражданской войны хозяйственная деятельность в Маланже и его окрестностях пришла в упадок.

## Население
Численность населения по данным на 2006 год составляет около 221 785 человек.

## Известные уроженцы, жители
Эдуард Мор (нем. Eduard Mohr; 19 февраля 1828, Бремен — 26 декабря 1879, Маланже) — немецкий писатель, путешественник по Африке.

## Транспорт
В городе имеется аэропорт, принимающий регулярные рейсы из Луанды. Железная дорога Маланже-Луанда вследствие многочисленных диверсий не функционирует и требует полной реконструкции.